# JR貨物U45A形コンテナ
U45A形コンテナ（U45Aがたコンテナ）は、日本貨物鉄道（JR貨物）輸送用として籍を編入している30ft・31ft私有コンテナ（有蓋コンテナ）である。
形式の数字部位 「 45 」は、コンテナの容積を元に決定される。このコンテナ容積45㎥の算出は、厳密には端数四捨五入計算の為に、内容積44.5 - 45.4㎥の間に属するコンテナが対象となる。また、形式末尾のアルファベット一桁部位 「A」は、コンテナの使用用途（主たる目的）が 「普通品の輸送」を表す記号として付与されている。

## 特記事項
コンテナの固体構造によっては全長が31ft級も存在するが、この場合はコンテナ上部四箇所に必ず設置されているトップリフター吊り上げ作業用のツイストホールブロックの横長側左右間隔は、全て厳格に30ftの間隔が確保されている。

## 番台毎の概要

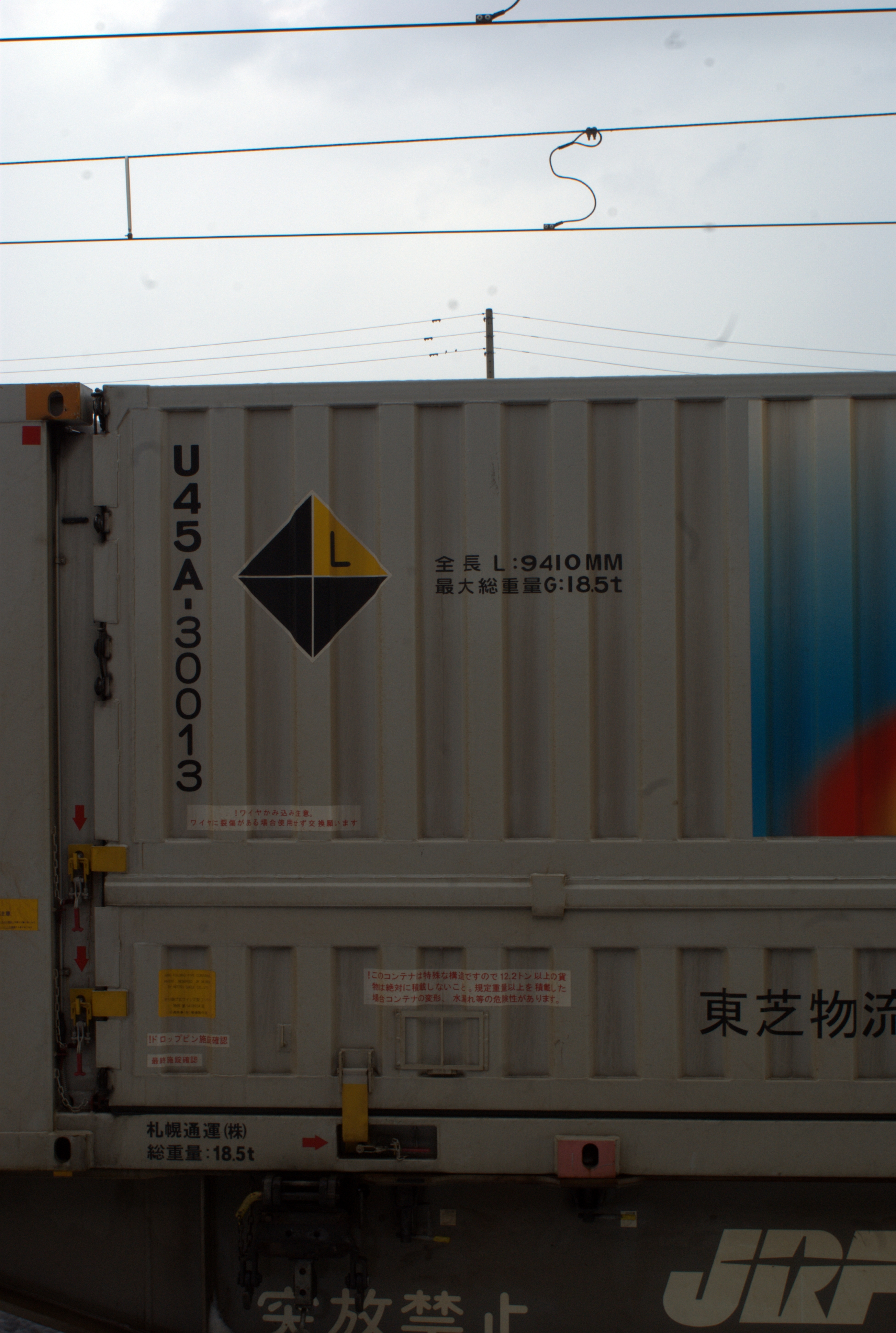
U45A-30013の注意表記部分の拡大（2009年12月23日撮影）

### 30000番台
30001 • 30002（2個）
中央通運所有(田島ルーフィング借受)のウイングルーフ式有蓋コンテナ｡元々は下の30003以降の個体と同じだった｡
30003 - 30016（14個）
札幌通運所有（東芝物流借受）のウイングルーフ式有蓋コンテナ。全長9,410mm（規格外）、最大総重量18.5t、自重6.3t。灰色の地に虹が描かれているのが特徴。

### 38000番台
38001 · 38002（2個）
武州運輸倉庫所有。全長9,450mm（規格外）、最大総重量14.4t（規格外）。第3積載限界適用。東京貨物ターミナル駅 - 梅田駅・大阪貨物ターミナル駅専用。
38003 · 38004（2個）
スマイルライン所有。全長9,450mm（規格外）、最大総重量14.4t（規格外）。第3積載限界適用。東京貨物ターミナル - 梅田駅・大阪貨物ターミナル専用。38003は元々武州運輸倉庫所有だった。

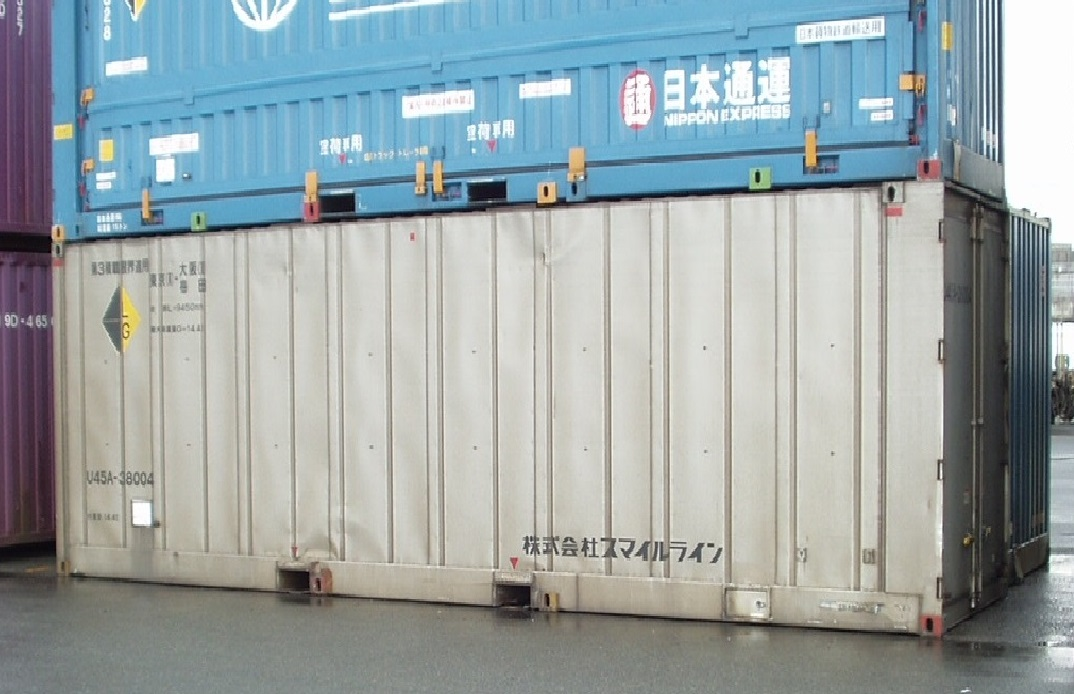
U45A-38004 スマイルライン所有。

### 39000番台
39001 - 39040（40個）
日商陸運所有のセミウィング仕様の有蓋コンテナ。
全長5,922mm、総重量12.0t。第2積載限界適用。越谷貨物ターミナル駅 - 梅田駅・大阪貨物ターミナル駅専用。廃止後、大阪府の河内地域の山奥の中古倉庫センターにて大量留置されていたが、全コンテナ個人へと売却された。

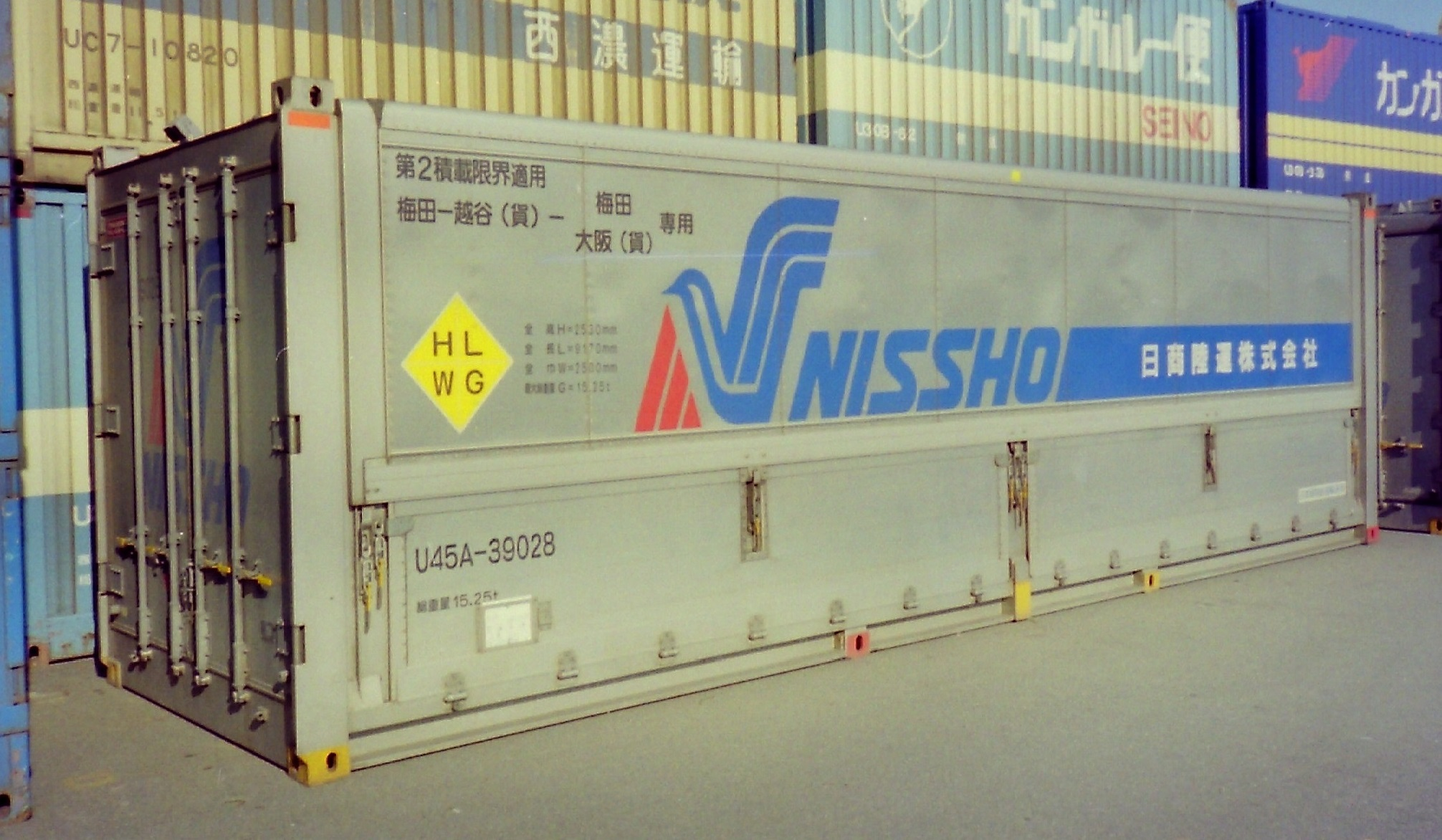
U45A-39028 日商陸運所有。